# 1,2-Dipalmitoylphosphatidylcholine
La 1,2-dipalmitoylphosphatidylcholine (DPPC) est un phospholipide appartenant à la classe des phosphatidylcholines dont les deux groupes acyle sont deux résidus d'acide palmitique en positions 1 et 2 du résidu de glycérol : c'est une exception à la règle qui veut que les phospholipides biologiques portent un acide gras saturé en position 1 et un acide gras insaturé en position 2.
La 1,2-dipalmitoylphosphatidylcholine est le principal constituant du surfactant pulmonaire (synthèse à la 34ème semaine d'aménorrhée chez le fœtus) et le seul tensioactif des alvéoles pulmonaires capable de réduire la tension superficielle (tension de surface) presque à néant pour éviter le collapsus. On l'utilise également dans le cadre de recherches sur les liposomes, les bicouches lipidiques et la modélisation des membranes biologiques.
On pense que la DPPC est synthétisée à partir d'une lysophosphatidylcholine par une lysophosphatidylcholine acyltransférase, dont la nature exacte n'a cependant pas encore été précisée.